# Mazax kaspari
Mazax kaspari is een spinnensoort uit de familie van de loopspinnen (Corinnidae).
De wetenschappelijke naam van de soort werd in 1978 gepubliceerd door James Craig Cokendolpher.